# Meriania costata
Meriania costata är en tvåhjärtbladig växtart som beskrevs av John Julius Wurdack. Meriania costata ingår i släktet Meriania och familjen Melastomataceae. IUCN kategoriserar arten globalt som starkt hotad.
Artens utbredningsområde är Ecuador. Inga underarter finns listade i Catalogue of Life.